# Panellenio Protathlema (1927/1928)
Panellenio Protathlema (1927/1928) – 1. edycja najwyższej piłkarskiej klasy rozgrywkowej w Grecji. Od tego sezonu rozgrywki toczyły się osobno w kilku regionach Grecji, po czym najlepsze drużyny z poszczególnych regionów rywalizowały o mistrzostwo kraju. Najlepszy zespół tych rozgrywek zostawał oficjalnym mistrzem Grecji. Pierwszym zawodowym mistrzem Grecji został zespół Aris FC.

## Rozgrywki regionalne

### Mistrzostwa Aten
Zwycięzcą rozgrywek został zespół Atromitos Peristeri, który w finale pokonał zespół Goudi Ateny 4-3.
Nie są znane pozostałe drużyny biorące udział w tych rozgrywkach.

### Mistrzostwa Pireusu
Zwycięzcą rozgrywek został zespół Ethnikos Pireus, który w finale pokonał zespół Amina Pireus 3-1.
Nie są znane pozostałe drużyny biorące udział w tych rozgrywkach.

### Mistrzostwa Salonik
|   | Klub             | M  | Br+ | Br- | Br+/- | Pkt | Uwagi          |
| 1 | Aris FC          | 10 | 33  | 8   | +25   | 18  | Mistrz Salonik |
| 2 | PAOK FC          | 10 | 28  | 10  | +18   | 15  |                |
| 3 | Iraklis Saloniki | 10 | 29  | 14  | +15   | 14  |                |
| 4 | Megas Alexandros | 10 | 17  | 34  | -17   | 7   |                |
| 5 | Atlantas         | 10 | 12  | 27  | -15   | 4   |                |
| 6 | Thermaikos       | 10 | 11  | 37  | -26   | 2   |                |

## Turniej finałowy
|   | Klub                | M | Z | R | P | Br+ | Br- | Br+/- | Pkt | Uwagi         |
| 1 | Aris FC             | 4 | 3 | 0 | 1 | 11  | 6   | +5    | 6   | Mistrz Grecji |
| 2 | Ethnikos Pireus     | 4 | 2 | 1 | 1 | 10  | 6   | +4    | 5   |               |
| 3 | Atromitos Peristeri | 4 | 0 | 1 | 3 | 3   | 12  | −9    | 1   |               |